# Budynek Zakładu Wodociągów i Kanalizacji w Nowej Rudzie
Budynek Zakładu Wodociągów i Kanalizacji w Nowej Rudzie – budynek mieszczący się przy ulicy Niepodległości 56, który wzniesiono na początku XX wieku w stylu budownictwa ceglanego.

## Historia
Przed przyłączeniem Zacisza do Nowej Rudy w obiekcie znajdował się Urząd Gminy w Nowej Rudzie. Obecnie jest siedzibą Zakładu Wodociągów i Kanalizacji w Nowej Rudzie, spółki z ograniczoną odpowiedzialnością.

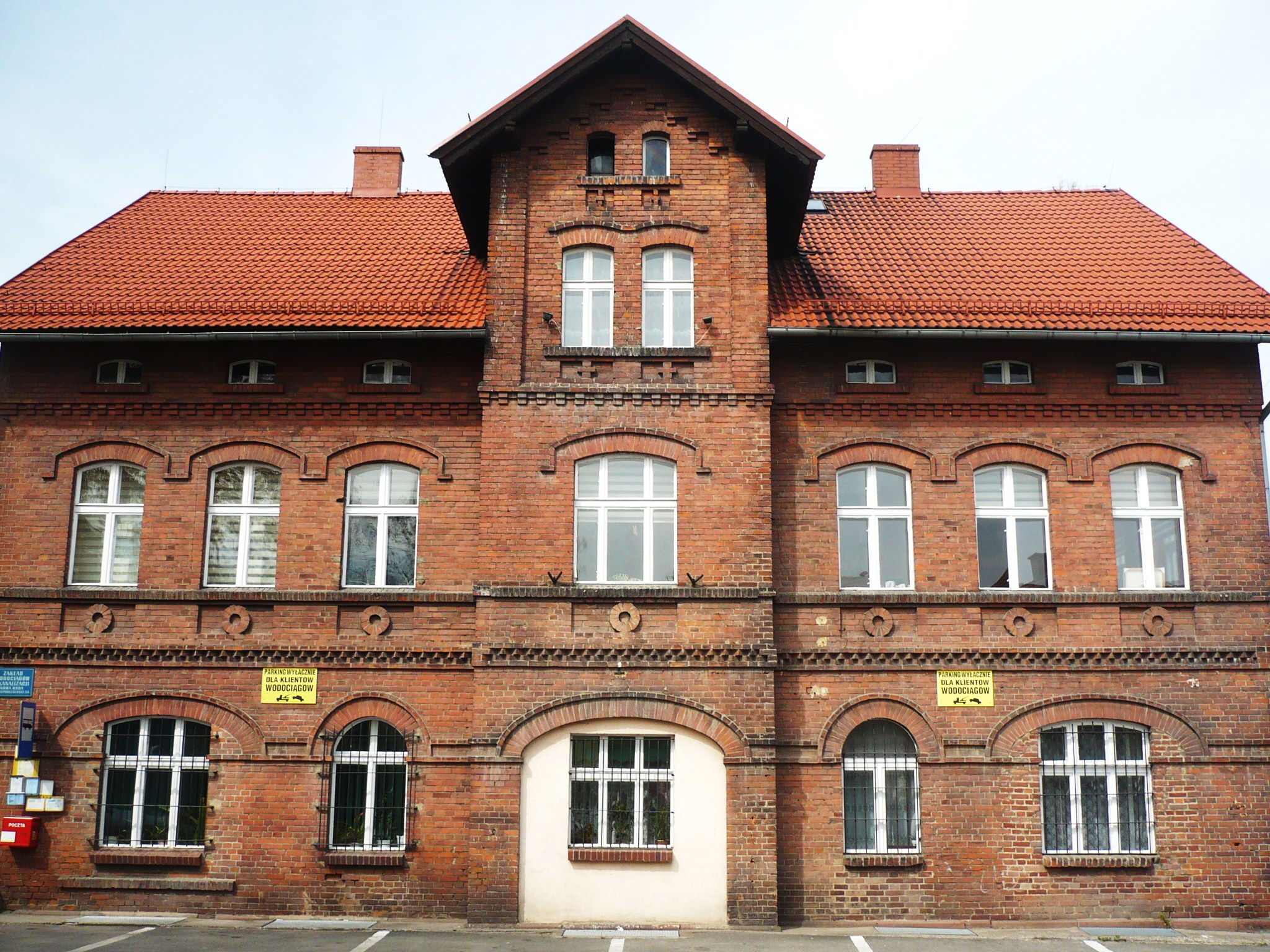
Budynek ZWIK w Nowej Rudzie
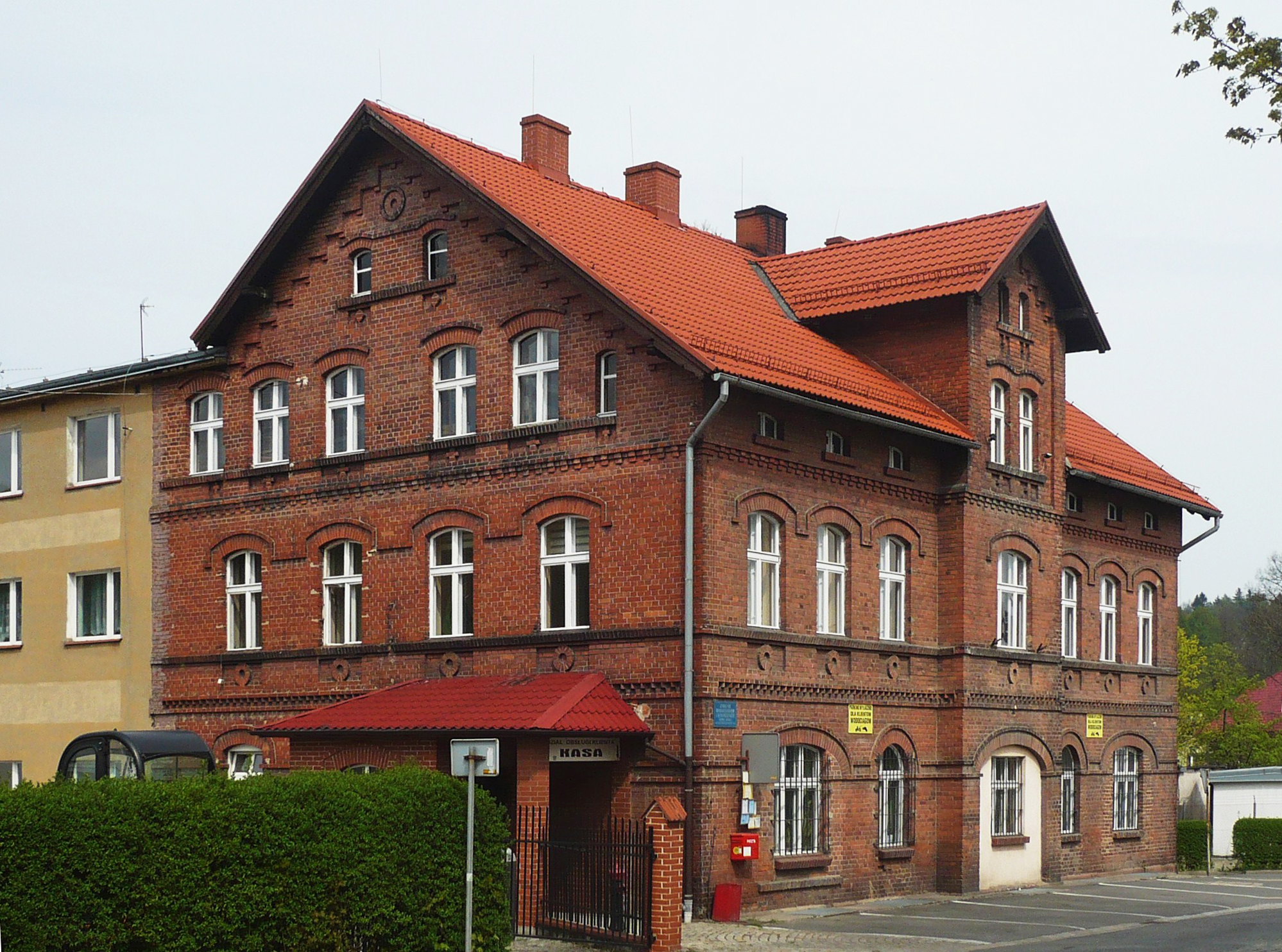
Budynek ZWiK w Nowej Rudzie